# Robert of Newminster

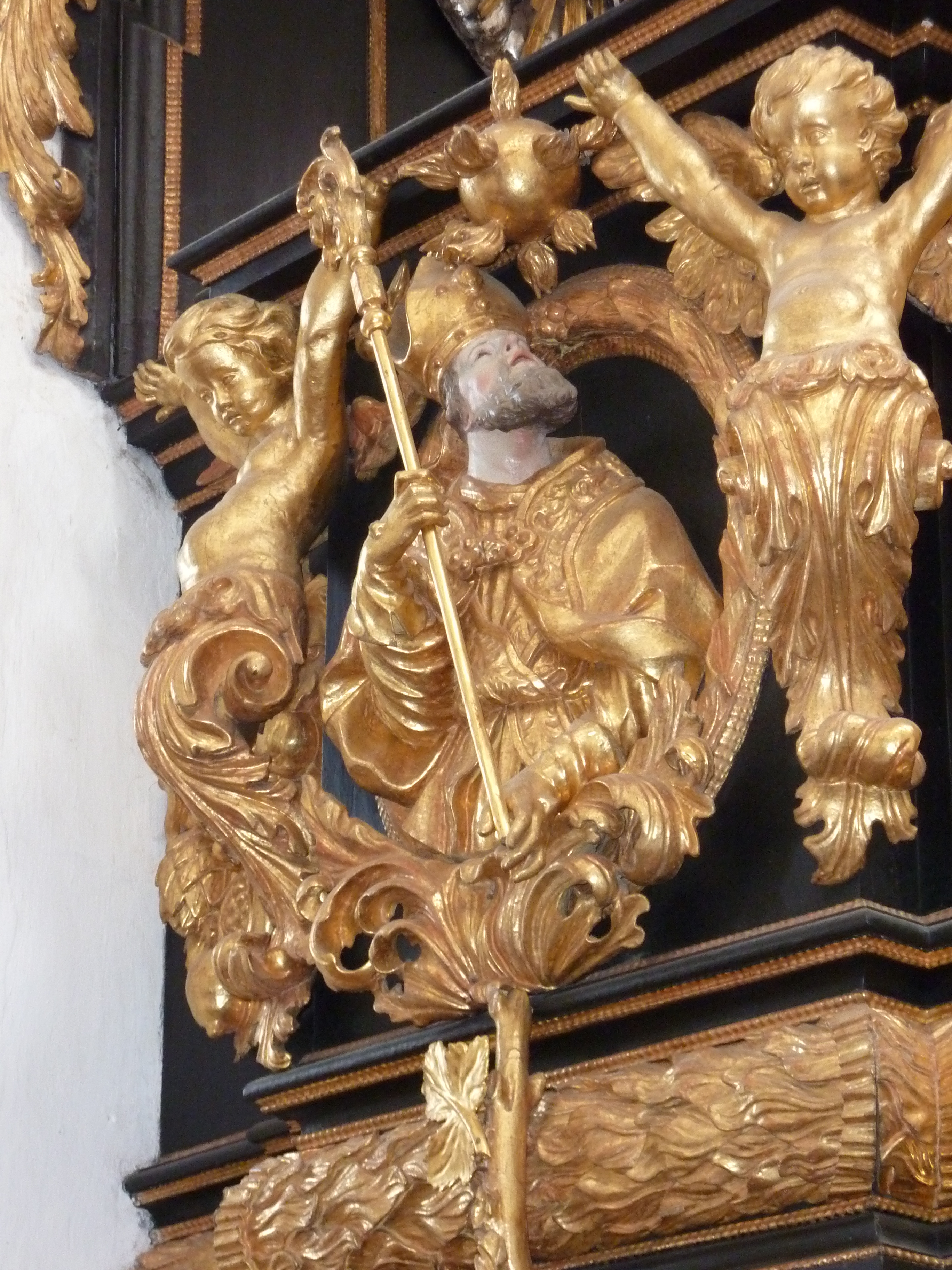
Relief des Robert of Newminster an der Kanzel der Stiftskirche Baumgartenberg, Oberösterreich

Robert of Newminster (auch Robert von Newminster; * Anfang des 12. Jahrhunderts in Gargrave, Yorkshire, England; † 7. Juni 1159 in Newminster) war ab 1138 der erste Abt von Newminster Abbey. Trotz der Berichte über die Wunder, die sich an seinem Grab ereignet haben sollen, ist er ein nicht kanonisierter Heiliger geblieben, dessen Verehrung im Jahr 1656 im Zisterzienserorden bestätigt wurde. Sein Gedenktag ist der 7. Juni.
Robert studierte an der Sorbonne in Paris, war erst Weltpriester, dann Benediktinermönch in Whitby. 1132 wurde er Zisterziensermönch in Fountains Abbey und ab 1138 der erste Abt der Zisterzienserabtei Newminster Abbey bei Morpeth (Northumberland). Auf ihn gehen die Gründungen der Klöster Pipewell Abbey, Roche Abbey und Sawley Abbey in Nordengland zurück.